# 134 Sofrósina
134 Sofrósina é um grande asteroide escuro localizado no cinturão principal. Esse corpo celeste é classificado como um asteroide tipo C, que tem uma superfície extremamente escura e muito provavelmente uma composição carbonácea primitiva. Ele possui uma magnitude absoluta de 8,770 e um diâmetro de 112,188 km.

## Descoberta e nomeação
134 Sofrósina foi descoberto no dia 27 de setembro de 1873, pelo astrônomo alemão Robert Luther, e foi nomeado devido ao conceito de sofrósina, um conceito grego que significa sanidade moral, autocontrole e moderação, guiados pelo autoconhecimento.

## Características orbitais
A órbita de 134 Sofrósina tem uma excentricidade de 0,117 e possui um semieixo maior de 2,563 UA. O seu periélio leva o mesmo a uma distância de 2,265 UA em relação ao Sol e seu afélio a 2,862 UA.